# Argenteohyla siemersi
Argenteohyla siemersi es una especie de anfibios de la familia Hylidae. Es monotípica del género Argenteohyla. 

## Clasificación
Esta especie fue clasificada originalmente como Hyla por Mertens pero relacionada con un género más norteño Trachycephalus, lo cual generó confusión en las investigaciones posteriores, hasta que Trueb en 1970 la ubicó en el nuevo género Argenteohyla. Se encuentra relacionado con los géneros Trachycephalus, Osteocephalus y Phrynohyas, por la presencia sacos vocales pares laterales.

## Hábitat y Distribución
Habita en Argentina, en el norte de la provincia de Buenos Aires, provincia de Corrientes, y sur de la provincia de Entre Ríos; sur de Paraguay y sur de Uruguay.
Sus hábitats naturales incluyen zonas de arbustos, pantanos y deltas.
Está amenazada de extinción por la destrucción de su hábitat natural.